# Heinz Schuster-Šewc
Heinz Schuster-Šewc (hornolužickosrbsky Hinc Šewc, 8. února 1927 Purschwitz/Poršicy – 10. února 2021 Lipsko) byl lužickosrbský slavista, sorabista a vysokoškolský pedagog. V letech 1964–1992 byl ředitelem Institutu sorabistky v Lipsku. V roce 1980 obdržel Ćišinského cenu NDR. Jeho edice hornolužickosrbských a dolnolužickosrbských textů a z nich vycházející filologické studie jsou relevantní jak pro srovnávání slovanských jazyků, tak pro výzkum staré češtiny.

## Život
Heinz Schuster se narodil v obci Purschwitz v Zemském okrese Budyšín jako syn tesaře a lamače kamene Ernsta Schustera a Johanny Schusterové, roz. Martschinkové. Po absolvování základní školy se v Budyšíně vyučil kupcem s železářským zbožím, načež byl povolán nejprve jako pracovník do Říšské pracovní služby (RAD), poté v roce 1944 do wehrmachtu. Závěr druhé světové války strávil v lazaretu. Po válce učil v Purschwitz jako tzv. Neulehrer (učitel nezatížený nacistickou minulostí), k čemuž absolvoval dvouměsíční kurz v Radiboru. V letech 1946–1948 vedl základní školy v Oppitz (Psowje) a Milkelu (Minakał). V roce 1949 absolvoval přípravné studium se složením maturity na Univerzitě ve Vratislavi, poté následovalo studium rusistiky a západoslovanských jazyků na Univerzitě v Krakově. Roku 1953 složil závěrečnou zkoušku pro učitelství ruštiny. V letech 1953–1955 byl vědeckým asistentem na Institutu pro lužickosrbskou etnologii v Berlíně a přednášejícím v oboru historické lingvistiky zkoumající lužickou srbštinu na Lužickosrbském institutu Univerzity Karla Marxe v Lipsku. Zde se roku 1955 stal docentem v oboru sorabistiky. Potom do roku 1963 vyučoval dějiny lužické srbštiny a polštinu. V roce 1964 byl jmenován profesorem sorabistiky a slavistiky. V letech 1969–1990 působil jako profesor obou těchto oborů na Institutu sorabistiky v sekci teoretické a aplikované jazykovědy na Lipské univerzitě. V roce 1992 byl emeritován. Heinz Schuster-Šewc zemřel v Lipsku ve věku 94 let.

## Dílo
Tematický rozsah jeho téměř 60leté vědecké činnosti zahrnuje analýzu lužické srbštiny ze synchronní, diachronní a srovnávací perspektivy. Již ve své disertaci věnované popisu jazyka u průkopníka studia srbštiny Albina Mollera (1541–1618) se zabýval historií obou lužickosrbských jazyků, přičemž navázal na metody krakovské školy historické lingvistiky. Vycházel z nejstarších jazykových památek, které zpřístupnil a okomentoval ve své chrestomatii srbských textů z 16. až 18. století. Vedle těchto historicky zaměřených studií vytvořil pětisvazkový etymologický slovník, jenž vycházel v letech 1978–1996. V časopise Lětopis publikoval Schuster-Šewc četné studie o fonetice a morfologii lužické srbštiny, které však mají širší slavistickou dimenzi. Tyto texty jsou důležitým příspěvkem k etnogenezi Slovanů a k historické dialektologii slovanských jazyků. Současný jazyk popisuje ve své dvousvazkové gramatice spisovné hornolužické srbštiny. Schuster-Šewc byl členem berlínské Akademie věd NDR, Saské akademie věd a Polské akademie věd v Krakově. Za své dílo obdržel Řád Polonia Restituta (1974), Ćišinského cenu (1980), Hvězdu přátelství národů (1987) a Vědeckou cenu ministra školství NDR (1989).

## Výběrová bibliografie
- Vergleichende historische Lautlehre der Sprache des Albin Moller, Berlin, Akademie-Verlag, 1958.
- Bibliographie der sorbischen Sprachwissenschaft, Bautzen, Domowina-Verlag, 1966.
- Sorbische Sprachdenkmäler 16. bis 18. Jahrhundert, Bautzen, Domowina-Verlag, 1967.
- Gramatika hornjoserbskeje rěče: Zwjazk. 1: Fonologija, fonetika, morfologija, Budyšin, Nakładnistwo Domowina, 1968 a 1984 (2. vyd.).
- Gramatika hornjoserbskeje rěče: Zwjazk. 2: Syntaksa, Budyšin, Nakładnistwo Domowina, 1976.
- Historisch-etymologisches Wörterbuch der ober- und niedersorbischen Sprache, Bautzen, Domowina-Verlag, 1978–1996. Bd. 1–5.
- Das Sorbische und der Stand seiner Erforschung, Berlin, Akademie-Verlag, 1991.
- Das Sorbische im slawischen Kontext, Domowina-Verlag, 2000.
- Die ältesten Drucke des Obersorbischen, Bautzen, Domowina-Verlag, 2001.
- Historisch-etymologisches Wörterbuch der sorbischen Sprachen, Bautzen, Domowina-Verlag, 2024. Bd. 1–2.